# Coupe d'Europe de BMX 2024
Navigation
2023 2025
La 11e édition de la Coupe d'Europe de BMX a lieu du 9 mars au 8 septembre 2024. Cette année, six villes étapes organisent chacune deux épreuves consécutivement.

## Hommes élites

### Résultats
| #   | Lieu                | Date        | Vainqueur       | Deuxième             | Troisième        | Leader du classement général |
| --- | ------------------- | ----------- | --------------- | -------------------- | ---------------- | ---------------------------- |
| 1.  | Sarrians            | 9 mars      | Annulé          | Annulé               | Annulé           | Annulé                       |
| 2.  | Sarrians            | 10 mars     | Kye Whyte       | Romain Mayet         | Robin Genestroni | Kye Whyte                    |
| 3.  | Zolder              | 30 mars     | Kye Whyte       | Ross Cullen          | Paddy Sharrock   | Kye Whyte                    |
| 4.  | Zolder              | 1er avril   | Kye Whyte       | Juan Naranjo         | Ruben Gommers    | Kye Whyte                    |
| 5.  | Benátky nad Jizerou | 13 avril    | Ruben Gommers   | Eddy Clerté          | Tim Goossens     | Kye Whyte                    |
| 6.  | Benátky nad Jizerou | 14 avril    | Ruben Gommers   | Tim Goossens         | Jaymio Brink     | Ruben Gommers                |
| 7.  | Tiel                | 15 juin     | Eddy Clerté     | Magnus Dyhre         | Tim Goossens     | Ruben Gommers                |
| 8.  | Tiel                | 16 juin     | Loris Aeberhard | Mathis Ragot Richard | Gil Brunner      | Ruben Gommers                |
| 9.  | Valmiera            | 13 juillet  | Eddy Clerté     | Giacomo Fantoni      | Gil Brunner      | Eddy Clerté                  |
| 10. | Valmiera            | 14 juillet  | Loris Aeberhard | Giacomo Fantoni      | Théo Thouin      | Eddy Clerté                  |
| 11. | Ravels              | 7 septembre | Eddy Clerté     | Arthur Pilard        | Giacomo Fantoni  | Eddy Clerté                  |
| 12. | Ravels              | 8 septembre | Eddy Clerté     | Jaymio Brink         | Théo Thouin      | Eddy Clerté                  |

### Classement général
| Pos | Cycliste          | Pays      | Total |
| --- | ----------------- | --------- | ----- |
| 1   | Eddy Clerté       | France    | 1304  |
| 2   | Giacomo Fantoni   | Italie    | 937   |
| 3   | Théo Thouin       | France    | 761   |
| 4   | Tim Goossens      | Pays-Bas  | 722   |
| 5   | Magnus Dyhre      | Danemark  | 667   |
| 6   | Loris Aeberhard   | Suisse    | 663   |
| 7   | Stefan Heil       | Allemagne | 661   |
| 8   | Ruben Gommers     | Belgique  | 630   |
| 9   | Jaymio Brink      | Pays-Bas  | 610   |
| 10  | Wannes Magdelijns | Belgique  | 547   |

## Femmes élites

### Résultats
| #   | Lieu                | Date        | Vainqueur                 | Deuxième         | Troisième         | Leader du classement général |
| --- | ------------------- | ----------- | ------------------------- | ---------------- | ----------------- | ---------------------------- |
| 1.  | Sarrians            | 9 mars      | Annulé                    | Annulé           | Annulé            | Annulé                       |
| 2.  | Sarrians            | 10 mars     | Malene Kejlstrup Sørensen | Nadine Aeberhard | Michelle Wissing  | Malene Kejlstrup Sørensen    |
| 3.  | Zolder              | 30 mars     | Malene Kejlstrup Sørensen | Nadine Aeberhard | Indy Scheepers    | Malene Kejlstrup Sørensen    |
| 4.  | Zolder              | 1er avril   | Malene Kejlstrup Sørensen | Nadine Aeberhard | Indy Scheepers    | Malene Kejlstrup Sørensen    |
| 5.  | Benátky nad Jizerou | 13 avril    | Judy Baauw                | Indy Scheepers   | Michelle Wissing  | Malene Kejlstrup Sørensen    |
| 6.  | Benátky nad Jizerou | 14 avril    | Judy Baauw                | Indy Scheepers   | Eliška Bartuňková | Indy Scheepers               |
| 7.  | Tiel                | 15 juin     | Judy Baauw                | Indy Scheepers   | Eliška Bartuňková | Indy Scheepers               |
| 8.  | Tiel                | 16 juin     | Judy Baauw                | Michelle Wissing | Indy Scheepers    | Indy Scheepers               |
| 9.  | Valmiera            | 13 juillet  | Judy Baauw                | Vineta Pētersone | Indy Scheepers    | Indy Scheepers               |
| 10. | Valmiera            | 14 juillet  | Judy Baauw                | Indy Scheepers   | Eliška Bartuňková | Indy Scheepers               |
| 11. | Ravels              | 7 septembre | Indy Scheepers            | Judy Baauw       | Nadine Aeberhard  | Indy Scheepers               |
| 12. | Ravels              | 8 septembre | Indy Scheepers            | Judy Baauw       | Michelle Wissing  | Indy Scheepers               |

### Classement général
| Pos | Cycliste                  | Pays     | Total |
| --- | ------------------------- | -------- | ----- |
| 1   | Indy Scheepers            | Pays-Bas | 1380  |
| 2   | Judy Baauw                | Pays-Bas | 1240  |
| 3   | Eliška Bartuňková         | Tchéquie | 1105  |
| 4   | Michelle Wissing          | Pays-Bas | 1045  |
| 5   | Malene Kejlstrup Sørensen | Danemark | 880   |
| 6   | Nadine Aeberhard          | Suisse   | 870   |
| 7   | Teigen Pascual            | Canada   | 550   |
| 8   | Francesca Cingolani       | Italie   | 300   |
| 9   | Amber Walravens           | Pays-Bas | 280   |
| 10  | Charlotte Morot           | France   | 220   |